# Tesseracme philcolmani
Tesseracme philcolmani är en blötdjursart som beskrevs av Lamprell och Healy 1998. Tesseracme philcolmani ingår i släktet Tesseracme och familjen Dentaliidae. Inga underarter finns listade i Catalogue of Life.